# Treichville
Treichville är en stadsdel och kommun i Abidjan, den största staden i Elfenbenskusten. Den ligger strax söder om centrala Abidjan, och cirka 220 km sydost om landets huvudstad Yamoussoukro. Folkmängden uppgår till cirka 100 000 invånare.